# August Heckscher (Industrieller)

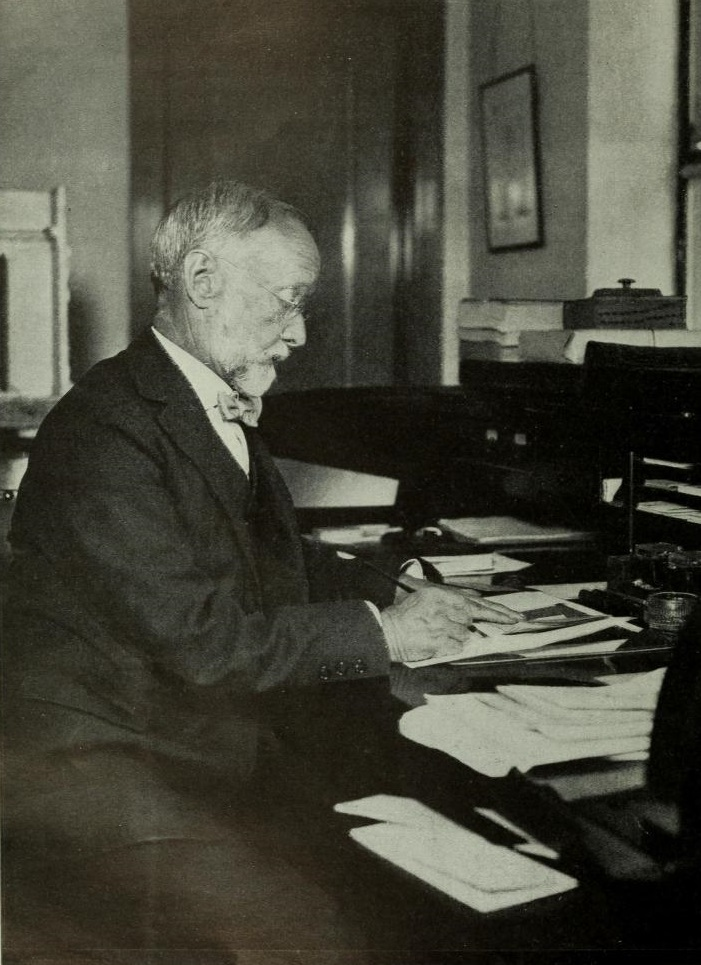
August Heckscher

Carl August Heckscher (* 26. August 1848 in Hamburg, Deutscher Bund; † 26. April 1941 in Mountain Lake, Florida) war ein US-amerikanischer Industrieller, Unternehmer und Philanthrop deutscher Herkunft.

## Leben
Heckscher wanderte 1867 in die USA aus und begann als Arbeiter im Bergbauunternehmen seines Vetters Richard Heckscher. Nachts erlernte er die englische Sprache. Die beiden gründeten später die Firma Richard Heckscher & Company, die sie dann an die Reading Railroad verkauften. August Heckscher wandte sich dann der Verhüttung von Zink und Eisen zu. Seine Firma verschmolz 1897 mit anderen Firmen zur New Jersey Zink Company, deren General Manager er wurde.
Sein Millionenvermögen, das mit den Jahren entstand, legte Heckscher unter anderem in Grundstücken in New York City an. Ab 1919 ließ er das Heckscher Building, das heutige Crown Building, an der Ecke Fifth Avenue/E. 97th Street vom Architektenbüro Warren and Wetmore errichten. Es entstand als einer der ersten Wolkenkratzer nach der neuen Bauordnung der Stadt von 1916.
In New York wirkte Heckschers Stiftung, The Heckscher Foundation for Children, unter anderem durch die Errichtung von Spielplätzen im Süden von Manhattan. Der größte Spielplatz im Central Park ist heute noch der Heckscher Playground. In East Islip auf Long Island kaufte der Bundesstaat New York mittels einer Schenkung des Philanthropen 1500 Acres Land zur Einrichtung des Heckscher State Park, der 1929 eröffnet wurde. Im heute sehr beliebten Erholungsgebiet führten die New Yorker Philharmoniker seit den 1970er Jahren ihre Sommerkonzerte auf. In Deutschland gründete die Stiftung 1929 die Heckscher-Klinik, eine Klinik für Kinder- und Jugendpsychiatrie in München.
Heckscher ließ sich östlich von New York, im Suffolk County auf Long Island in Huntington nieder, wo er den Heckscher Park aufbaute, in welchem er das von ihm erbaute und von ihm mit Schenkungen von Kunstwerken bedachte Heckscher Museum of Art einrichtete.
Heckscher liegt auf dem Woodlawn Cemetery in der Bronx in New York City begraben.

## Nachkommen
- Antoinette. Sie heiratete den britischen Aristokraten Oliver Sylvain Baliol Brett, 3. Viscount Esher, den Sohn von Reginald Brett, 3. Viscount Esher.
  - Die Tochter des Paares, Sylvia, heiratete den letzten Raja von Sarawak, Charles Vyner Brooke.
  - Das dritte Kind war die britisch-amerikanische Malerin Dorothy Brett.
- Ein weiterer Enkel war der Journalist und Autor August Heckscher.